# Michal Mravec (piłkarz)
Michal Mravec (ur. 10 czerwca 1987 w Żylinie) – słowacki piłkarz występujący na pozycji obrońcy w czeskim klubie Fotbal Trzyniec.

## Kariera
Mravec rozpoczął swoją karierę w MŠK Žilina, skąd trafił do amerykańskiego Redwings. W wieku 19 lat przyjął ofertę sportowego stypendium University of Alabama at Birmingham i dołączył do drużyny Blazers. Na początku 2011 roku wziął udział w drafcie MLS, podczas którego został wybrany przez Sporting Kansas City.
W lipcu 2011 roku Mravec podpisał dwuletni kontrakt z holenderskim FC Emmen. 5 sierpnia zadebiutował w nowym zespole podczas spotkania z FC Eindhoven. 4 lutego 2013 roku przeszedł do MŠK Žilina i z drużyną tą wystąpił w rozgrywkach Ligi Europy.
10 lutego 2014 roku Mravec został zawodnikiem polskiego Podbeskidzia Bielsko-Biała, z którym związał się półroczną umową.